# Variante (strada)
La variante, anche detta passante o bypass, è un tratto di strada che costituisce un'alternativa ad un tratto di strada già esistente, con cui si interseca al termine.
Le varianti vengono utilizzate per evitare l'attraversamento di aree urbanizzate, per sostituire tratti di strada tortuosi o per sostituire tratti di strada soggetti a problemi, come le frane. In quest'ultimo caso il vecchio tratto di strada viene interdetto al traffico e riutilizzato solo in casi di emergenza, anche se esistono casi di vecchi tracciati completamente abbandonati.

## Caratteristiche
Alcune varianti, specialmente quelle per saltare aree urbanizzate, possono avere standard di superstrada, ovvero in Italia come strade extraurbane principali. Le varianti spesso presentano tratti costruiti su viadotti o in tunnel.

## Numerazione in Italia
Alcune varianti hanno il numero dell'arteria da cui si dirama la variante con la denominazione var (abbreviazione di variante).
Altre ancora ricevono una nuova denominazione.
Infine, una variante può ricevere lo stesso numero della strada in cui faceva parte il vecchio tracciato. In questo caso è il vecchio tracciato a ricevere una nuova denominazione, che può anche essere declassato a strada regionale o provinciale o comunale o, se il vecchio tracciato viene interdetto al traffico, non ricevere nessuna denominazione. Ad esempio la variante di valico del tratto A1 fra Bologna e Firenze è denominata A1 var, mentre la variante Passante di Mestre è considerata un tratto dell'A4 e il vecchio tracciato (prima facente parte dell'A4) è stato ridenominato A57, comprendendo anche la tangenziale di Mestre e il raccordo verso l'aeroporto di Venezia-Marco Polo.